# Lewis Travis
Pour les articles homonymes, voir Travis.
Lewis Travis, né le 16 octobre 1997 à Whiston en Angleterre, est un footballeur anglais qui joue au poste de milieu de terrain à l'Ipswich Town en prêt de au Blackburn Rovers.

## Biographie

### Blackburn Rovers
Natif de Whiston dans le Merseyside, Lewis Travis est formé par le Liverpool FC, qu'il rejoint en 2004 à l'âge de 7 ans et où il évolue durant plus de dix ans. En juillet 2015 il n'est pas conservé par le club et il rejoint Blackburn Rovers, où il poursuit sa formation. Le 14 juin 2017 Travis signe son deuxième contrat professionnel avec Blackburn.
Il fait ses débuts en professionnel le 29 août 2017 lors d'un match face à Stoke City. Il est titularisé au poste d'arrière droit et son équipe s'impose par un but à zéro ce jour-là. Le club évolue en League One, lors de la saison 2017-2018 lorsqu'il fait ses débuts en championnat, le 13 janvier 2018 face à Shrewsbury Town. Blackburn remporte la partie sur le score de trois buts à un ce jour-là. Cette saison-là Blackburn termine deuxième du championnat et est donc promu en Championship.
Lors de la saison 2018-2019 Travis découvre la deuxième division. Il y joue son premier match lors de la deuxième journée, le 11 août 2018 contre le Millwall FC (0-0). Il inscrit son premier but en professionnel le 27 avril 2019, lors d'une rencontre de championnat face à Norwich City, à Carrow Road. Son but ne  permet pas à son équipe d'obtenir un résultat (2-1 pour Norwich score final).
Le 22 juillet 2019 Lewis Travis prolonge son contrat avec Blackburn jusqu'en juin 2023.
En juillet 2022, Travis est nommé capitaine de Blackburn Rovers après le départ de Darragh Lenihan.
En juin 2023, Blackburn repousse une offre du Millwall FC pour son joueur.
Le 5 janvier 2024, Lewis Travis est prêté à Ipswich Town jusqu'à la fin de la saison.

## Vie personnelle
Lewis Travis est supporter du Liverpool FC et son idole n'est autre que la légende du club, Steven Gerrard.

## Palmarès

### En club
Ipswich Town
- Vice-champion du Championship (D2) en 2024.

## Statistiques
| Saison                | Club                  | Championnat           | Championnat | Championnat | Coupe nationale | Coupe nationale | Coupe de la Ligue | Coupe de la Ligue | Compétition(s) continentale(s) | Compétition(s) continentale(s) | Compétition(s) continentale(s) | Total | Total |
| Saison                | Club                  | Division              | M.          | B.          | M.              | B.              | M.                | B.                | Comp.                          | M.                             | B.                             | M.    | B.    |
| 2017-2018             | Blackburn Rovers      | League One            | 5           | 0           | 3               | 0               | 2                 | 0                 | -                              | -                              | -                              | 10    | 0     |
| 2018-2019             | Blackburn Rovers      | Championship          | 26          | 1           | 2               | 0               | 3                 | 0                 | -                              | -                              | -                              | 31    | 1     |
| 2019-2020             | Blackburn Rovers      | Championship          | 43          | 2           | -               | -               | 1                 | 0                 | -                              | -                              | -                              | 44    | 2     |
| 2020-2021             | Blackburn Rovers      | Championship          | 19          | 0           | 2               | 0               | 1                 | 0                 | -                              | -                              | -                              | 22    | 0     |
| 2021-2022             | Blackburn Rovers      | Championship          | 45          | 1           | 1               | 0               | 1                 | 0                 | -                              | -                              | -                              | 47    | 1     |
| 2022-2023             | Blackburn Rovers      | Championship          | 42          | 2           | 5               | 0               | 1                 | 0                 | -                              | -                              | -                              | 48    | 2     |
| 2023-2024             | Blackburn Rovers      | Championship          | 18          | 0           | -               | -               | 2                 | 0                 | -                              | -                              | -                              | 20    | 0     |
| Sous-total            | Sous-total            | Sous-total            | 198         | 6           | 13              | 0               | 11                | 0                 | -                              | 0                              | 0                              | 222   | 6     |
| 2023-2024             | Ipswich Town (prêt)   | Championship          | 2           | 0           | -               | -               | -                 | -                 | -                              | -                              | -                              | 2     | 0     |
| Sous-total            | Sous-total            | Sous-total            | 2           | 0           | 0               | 0               | 0                 | 0                 | -                              | 0                              | 0                              | 2     | 0     |
| Total sur la carrière | Total sur la carrière | Total sur la carrière | 200         | 6           | 13              | 0               | 11                | 0                 | -                              | 0                              | 0                              | 224   | 6     |